# Small nucleolar RNA
Gli small nucleolar RNA (piccoli RNA nucleolari, abbreviati come snoRNA) sono piccole molecole di RNA in grado di favorire alcune modificazioni chimiche dell'RNA ribosomiale e dei trascritti di altri geni che codificano per molecole di RNA. Si ritiene che queste modificazioni (solitamente metilazioni o pseudouridilazioni) siano in grado di aumentare l'attività dell'rRNA maturo.
Gli snoRNA sono RNA di 60-300 nucleotidi spesso codificati a partire da sequenze introniche delle proteine ribosomiali e sintetizzati dunque dalla RNA polimerasi II. Altre volte possono essere trascritti indipendentemente come unità policistroniche.
Gli snoRNA sono una componente delle small nucleolar ribonucleoprotein (piccole ribonucleoproteine nucleolari o snoRNP), composte appunto di snoRNA e di proteine.
Tipicamente, lo snoRNA conduce l'intero complesso snoRNP presso l'esatto sito di modificazione dell'RNA bersaglio, appaiandosi ad esso. In seguito la componente proteica catalizza la modifica della molecola di RNA bersaglio.